# 星野昌裕
星野 昌裕（ほしの まさひろ、1969年3月 - ）は、日本の政治学者・歴史学者。南山大学総合政策学部教授。専門は、現代中国政治・中国の少数民族問題・国際関係論。

## 経歴
1987年東京都立立川高等学校卒業。1993年一橋大学社会学部卒業。1999年慶應義塾大学大学院法学研究科政治学専攻後期博士課程単位取得満期退学、博士（法学）の学位を取得。
外務省在中国日本大使館専門調査員、北九州市立大学助教授、静岡県立大学准教授などを経て、2012年より現職。2017年4月より南山大学副学長を務める。

## 著作

### 共編著
- 『民族で読む中国』（朝日新聞社, 1998年）
- 『中国文化大革命再論』（慶應義塾大学出版会, 2003年）
- 『中国政治と東アジア』（慶應義塾大学出版会, 2004年）
- 『現代中国の政治変容 - 構造的変化とアクターの多様化』（アジア経済研究所, 2005年）
- 『中国の統治能力 - 政治・経済・外交の相互連関分析』（慶應義塾大学出版会, 2006年）
- 『中国をめぐる安全保障』（ミネルヴァ書房, 2007年）
- 『現代中国の政治的安定』（アジア経済研究所, 2008年）
- 『民主化過程の選挙 - 地域研究から見た政党・候補者・有権者』（行路社, 2009年）
- 『中国は、いま』（岩波書店, 2010年）
- 『党国体制の現在 - 変容する社会と中国共産党の適応』（慶應義塾大学出版会, 2012年）
- 『中国がつくる国際秩序』（ミネルヴァ書房, 2013年）
- 『東アジア分断国家 中台・南北朝鮮の共生は可能か』（原書房, 2013年）
- 『現代中国政治外交の原点』（慶應義塾大学出版会, 2013年）